# The Price of Silence (film, 1917)
The Price of Silence est un film muet américain réalisé par Frank Lloyd et sorti en 1917.

## Fiche technique
- Titre : The Price of Silence
- Réalisation : Frank Lloyd
- Scénario : Frank Lloyd, d'après une nouvelle de Mildred Pigott et William Pigott
- Chef opérateur : William C. Foster
- Production : Fox Film Corporation
- Pays de production :  États-Unis
- Genre : Film dramatique, Film policier
- Durée : 50 minutes
- Date de sortie :
  - États-Unis : 8 janvier 1917

## Distribution
- William Farnum : sénateur Frank Deering
- Frank Clark : Juge Vernon
- Vivian Rich : Grace Vernon
- Brooklyn Keller : Dr. Kendle
- Charles Clary : Henry McCarthy
- Ray Hanford : Joe Dugan
- Gordon Griffith : Jimmie